# Christian Hvidt
Christian Hvidt (født 15. juli 1942) var forsvarschef fra 20. august 1996 til 17. maj 2002, hvor han trådte tilbage før tid.
Der skulle være afholdt en militær afskedsparade med deltagelse af Hæren, Søværnet og Flyvevåbnet til 300.000 kr. skrev Christian Hvidt til Forsvarsministeriet, mens ministeriet vurderede, at de reelle omkostninger ville komme op i mellem 1.500.000 og 2.000.000 kr.
Christian Hvidt fik en personlig reprimande for at have brugt forsvarets eget jetfly til en tur til USA og Canada, hvor et almindeligt rutefly ville have været billigere.
I dag er Christian Hvidt blandt andet formand for bestyrelsen hos Semler, som er importør af Audi, VW, Seat og Skoda.